# Houtsoules
Les Houtsoules sont une population montagnarde ukrainienne vivant essentiellement en Houtsoulie, dans la chaîne des Carpates ukrainiennes et dans les régions voisines de Ruthénie subcarpathique et de Bucovine septentrionale.

## Dénominations et étymologie
Les Houtsoules se désignent sous le terme hutsul. On peut néanmoins les retrouver sous différentes orthographes : Goutzoules (terme translittéré de l'ukrainien гуцули ou du russe гуцулы, par exemple dans Les Chevaux de feu, film de Sergueï Paradjanov, dépeignant les Houtsoules), Hutzules, Huculs, Huzuls, Hutzuls, Gutsuls, Guculs, Guzuls et Gutzuls ou encore Huțuli en Roumanie et Hucuł en Pologne.
Certains Houtsoules se définissaient comme Rusynŷ, terme traduit en français par Ruthènes, d'où une certaine confusion entre ces deux termes. Rusynŷ et Ruthènes englobent en fait non seulement les Houtsoules, mais une grande part des Ukrainiens occidentaux, y compris non montagnards. Si les Houtsoules vivent en Ruthénie, celle-ci ne couvre pas seulement la chaîne des Carpates. Beaucoup de ces Ukrainiens montagnards récusent désormais le terme de Houtsoules, parce qu'il peut avoir une connotation péjorative synonyme de naïf, balourd en ukrainien.
D'un point de vue étymologique, plusieurs hypothèses existent quant à l'origine du terme hutsul. Certains le rapprochent du terme roumain hoțul (« voleur »). Pour d'autres, Hutsul pourrait trouver son origine dans le terme slave kochul (« migrant », « vagabond »), nom donné aux tribus turques d'Europe orientale. D'après l'historien roumain Mihai Iacobescu, le nom de la population viendrait du terme huțan, nom donné initialement à la race de cheval local, puis étendu et utilisé ensuite à la population.
Néanmoins, aucune de ces hypothèses n'a jamais pu être prouvée et l'origine du terme Hutsul reste encore très discutée.

## Histoire

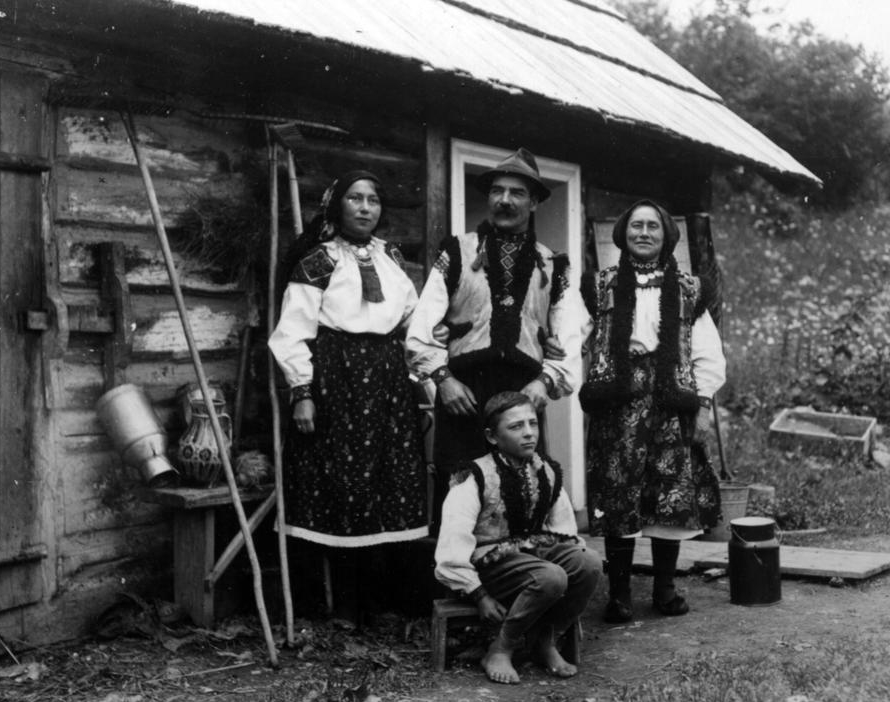
Une famille pendant l'entre-deux guerres.

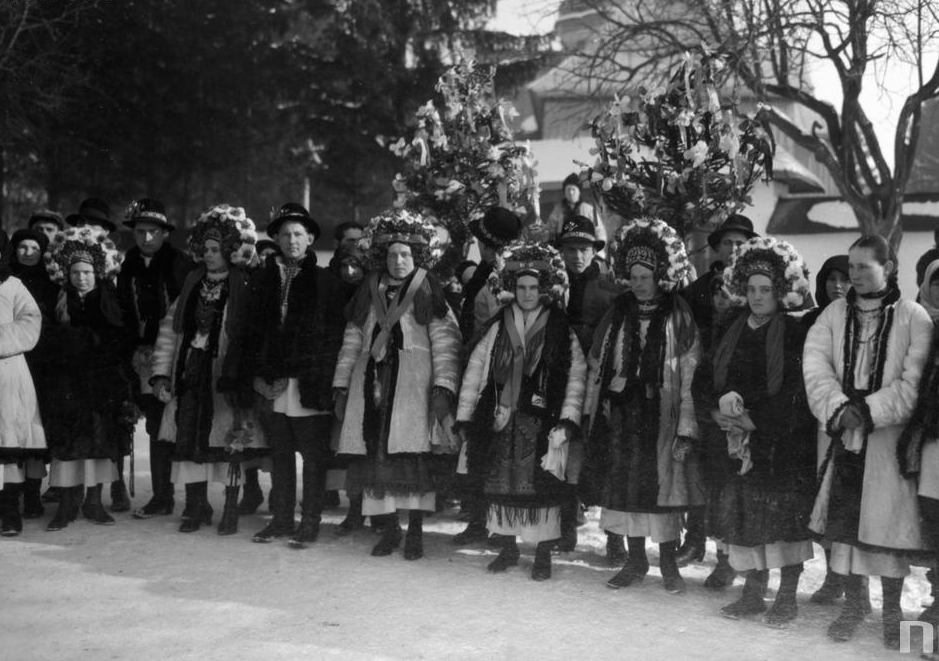
Avec coiffes de femmes.

Leur présence en Bucovine et en Ruthénie est attestée dès la fin du XVe siècle et les ethnologues roumains ont tendance à considérer qu'ils pourraient être des descendants des Gèto-Daces, slavisés après le VIIe siècle. Mais les ethnologues ukrainiens affirment qu'ils sont, au contraire, les derniers témoins de la culture des tout premiers Slaves. En fait, sur le terrain, on observe un inextricable mélange de toponymes slaves et roumains (tant du côté roumain qu'ukrainien) et, du point de vue agricole, architectural et ethnographique, les Ukrainiens houtsoules et les Roumains du nord sont similaires. Il y a de très nombreux termes slaves dans le roumain de Bucovine et du nord de la Transylvanie, et de termes roumains dans le parler ukrainien houtsoule. Or le pastoralisme, avec transhumance, a été depuis toujours l'occupation principale des montagnards des Carpates, slavophones ou roumanophones. Le mélange était inévitable et on peut expliquer aussi les particularismes houtsoules et leurs similitudes avec les traditions des roumains du nord, sans faire nécessairement appel aux Gèto-daces ou aux premiers Slaves.
Robert Magocsi, de l'Université de Toronto (Canada), pense que les Houtsoules, comme les Moravalaques et les Gorales, sont d'origine récente, issus de paysans et de bergers pauvres, réfugiés dans les Carpates pour fuir les guerres du XVIIIe siècle. Les Ukrainiens étant plus nombreux que les Slovaques, les Polonais ou les Roumains parmi ces réfugiés, leur langue est plus proche de l'ukrainien que de toute autre, constituant à l'origine une langue composite.
Le peuplement de cette partie des Carpates, initialement ruthène sur le versant nord et roumain sur le versant sud (voïvodies de Galicie-Volhynie au nord, et de Marmatie au sud, au XIIIe siècle), a été mis à mal par la grande invasion mongole et tatare de 1223, et ne s'est reconstitué qu'au XVIIIe siècle. Entre ces deux dates, la plupart des villages de montagnes restèrent abandonnés, et de nombreuses cartes anciennes portent les mentions loca deserta, terra sine incolis (terre inhabitée) ou même regnum arctorum (royaume des ours). En Bucovine, les Ruthènes n'étaient pas encore attestés au temps de la principauté de Moldavie, mais sont décomptés de plus en plus nombreux à partir de l'annexion autrichienne de la Bucovine en 1775. Il semblerait qu'ils se soient déplacés vers le sud sous la pression démographique croissante en Galicie autrichienne.

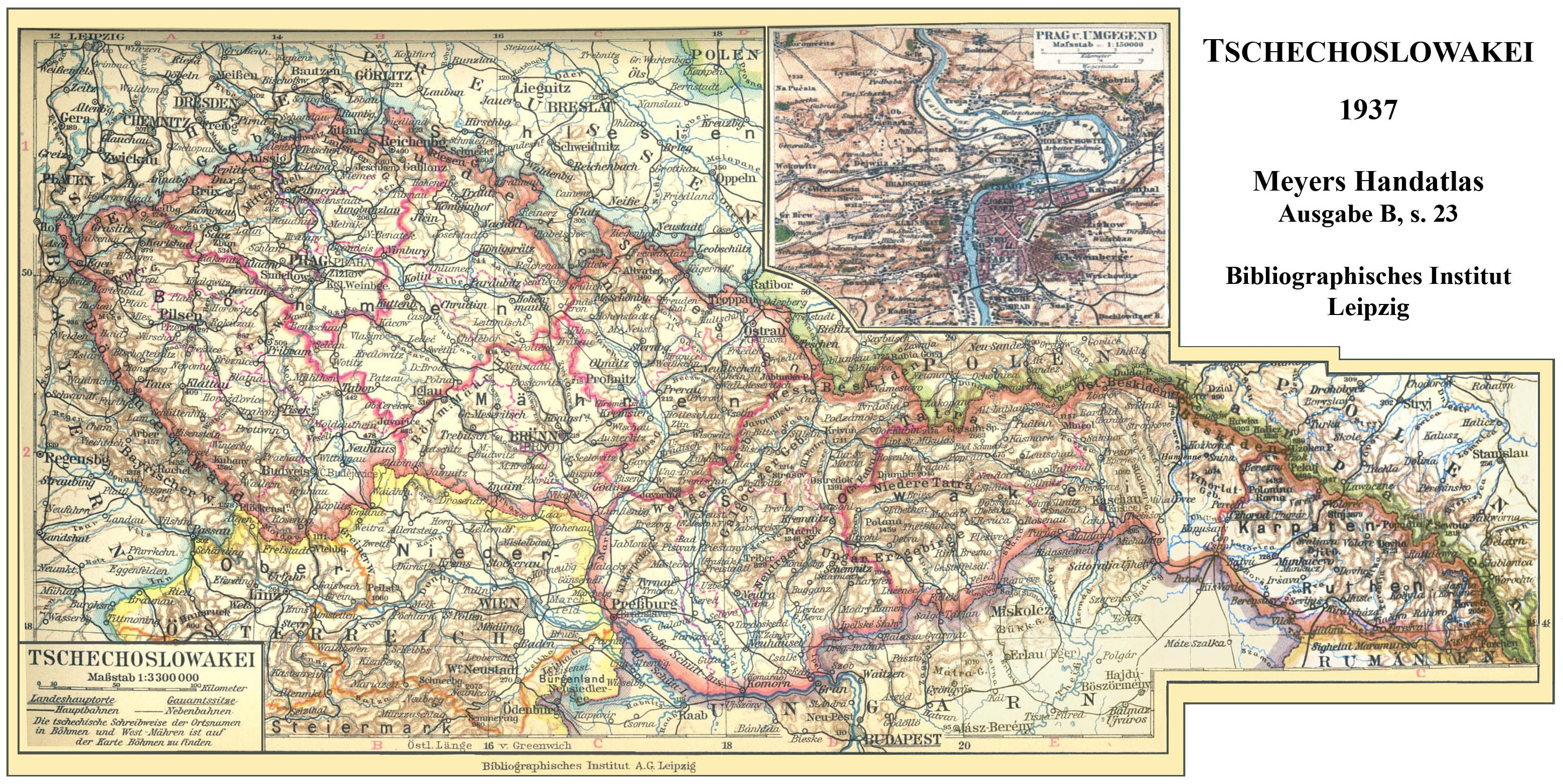
La Tchécoslovaquie de 1919 à 1938, avec la Transcarpathie à l'extrémité orientale.

En janvier 1919, une République houtsoule est déclarée dans l'actuel oblast de Transcarpatie. La région est rattachée à la Tchécoslovaquie quelques mois plus tard. En mars 1939, l'histoire se répète : l'actuel oblast de Transcarpatie proclame son indépendance avec Augustin Volochyne comme président, mais est aussitôt envahi et annexé par la Hongrie de Horthy. Durant la Seconde Guerre mondiale, les habitants se sont farouchement battus contre les Hongrois, les Allemands puis, après septembre 1944, contre les Soviétiques (qui annexent la région en mai 1945), et ne furent jamais complètement soumis.

## Culture

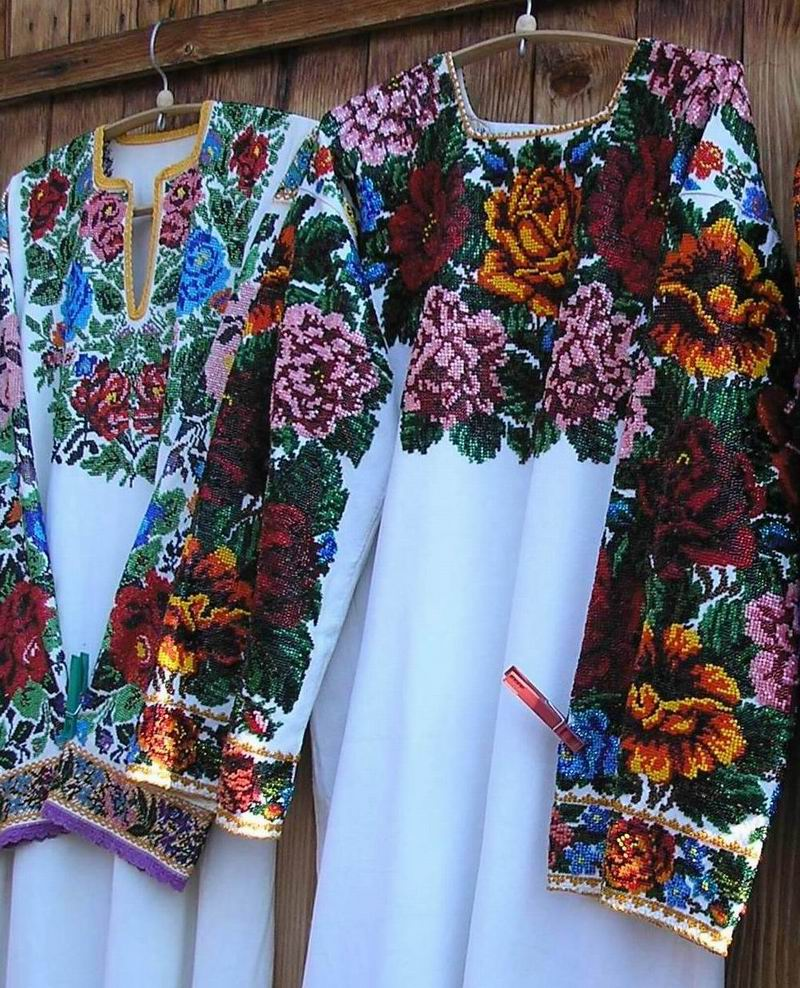
Vêtements traditionnels des Houtsoules.

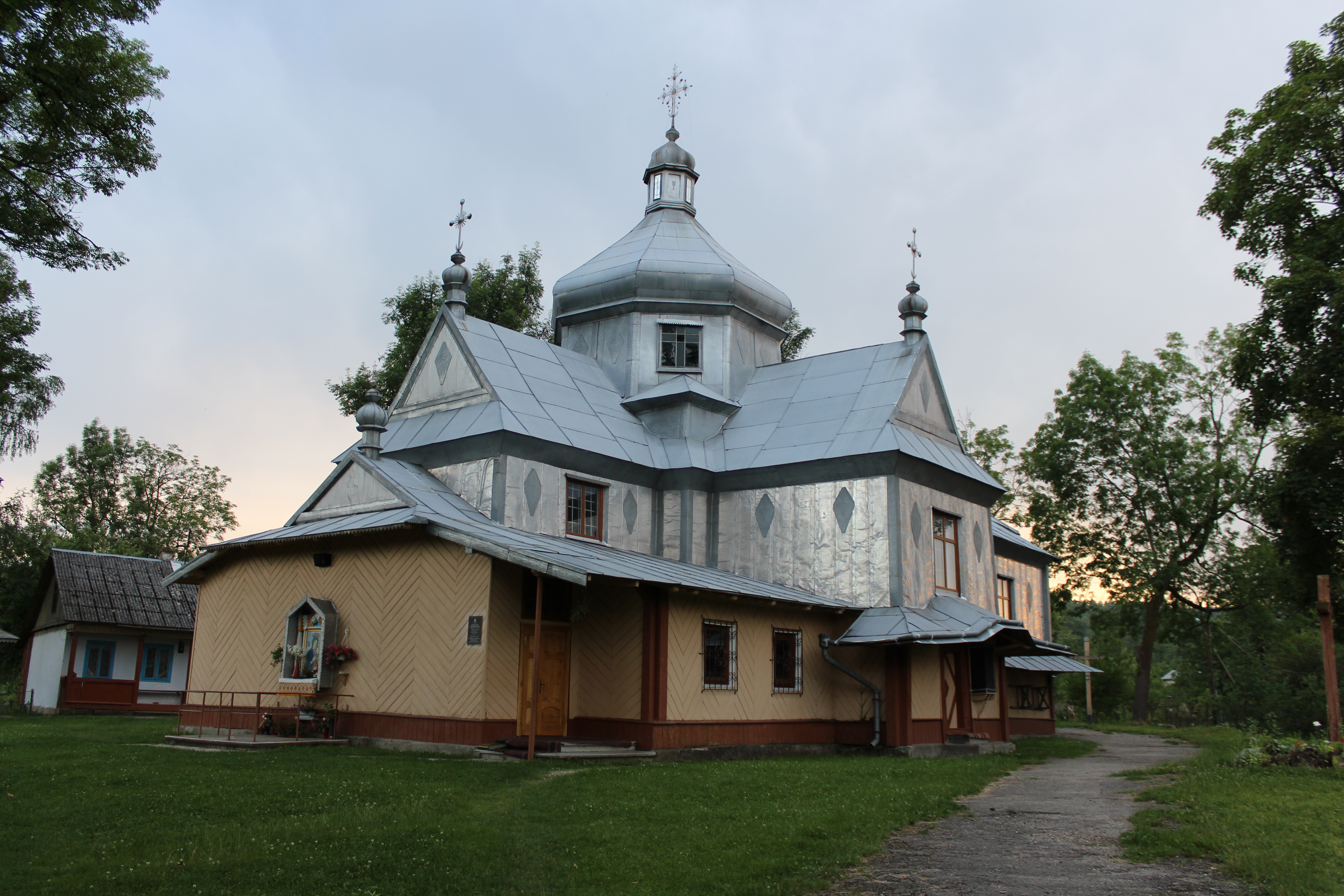
Église en bois typique et monument national ukrainien à Deliatyn.

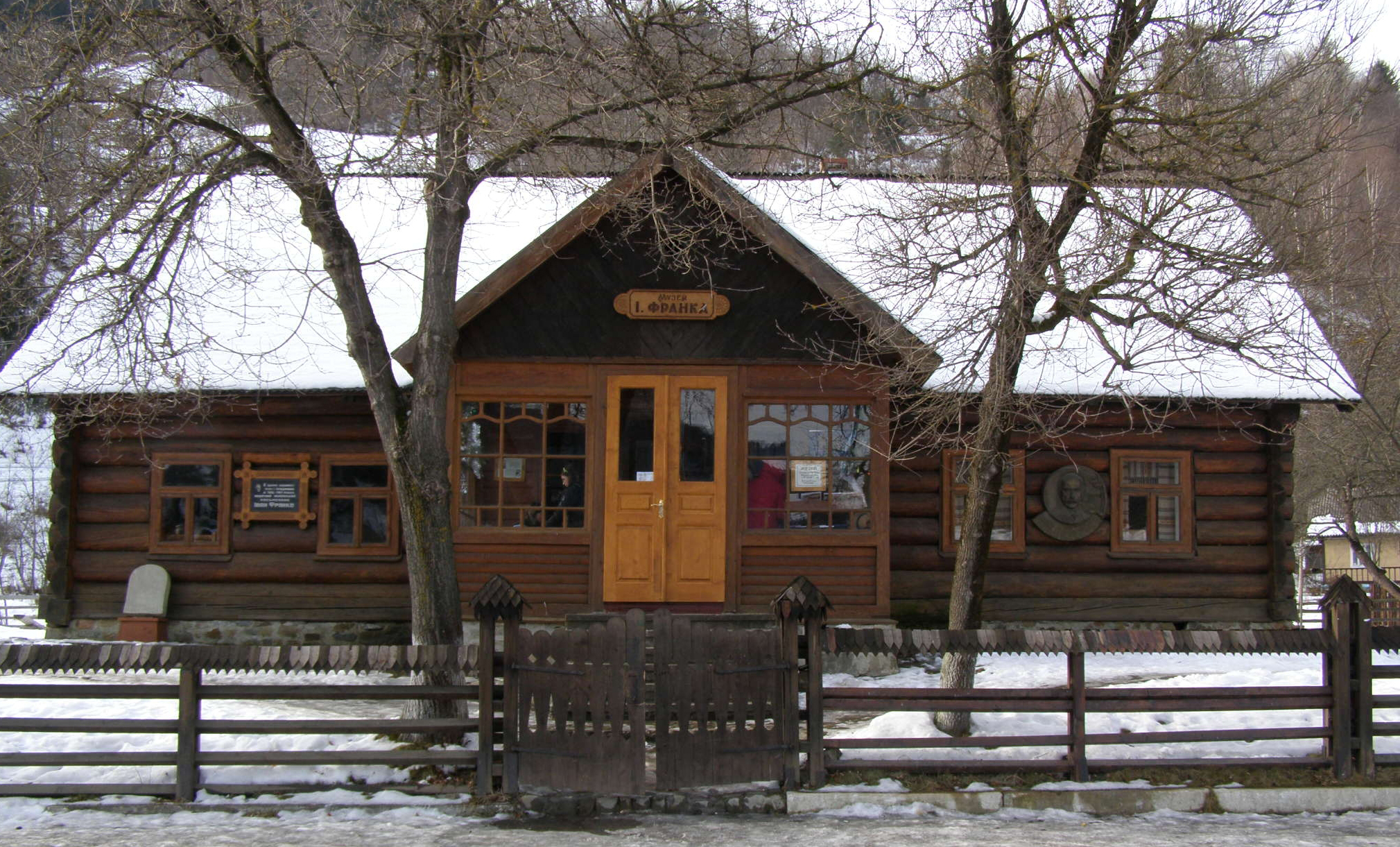
Musée Ivan Frankvo, classé à Kryvorivnia.

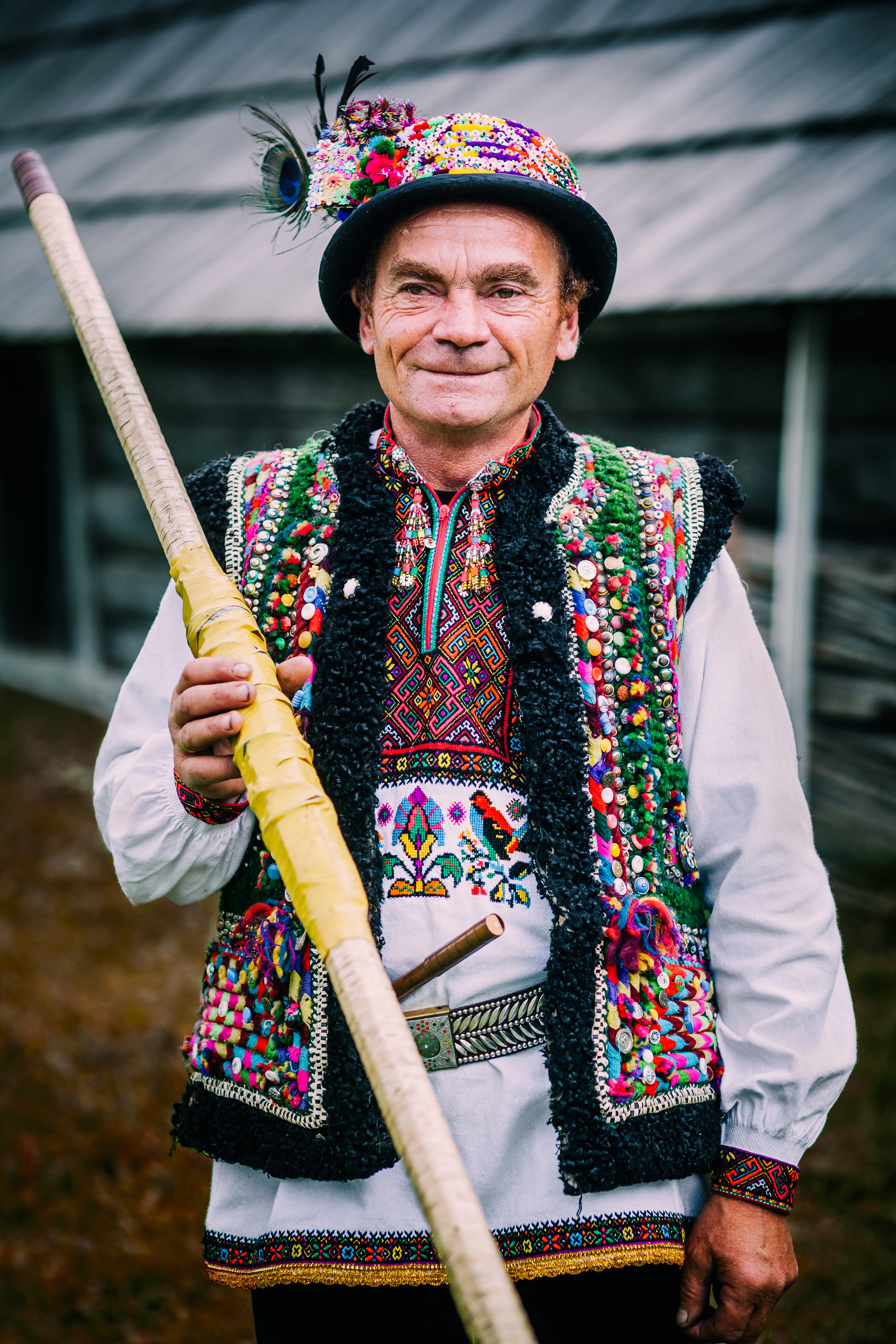
Musicien et son cor de montagne.

La culture traditionnelle des Houtsoules se manifeste principalement par leur artisanat coloré et complexe dans les domaines de la sculpture, de la menuiserie, de l'architecture, du travail des métaux (en particulier le laiton), de la confection de vêtements ou de tapis ou encore de la poterie. On retrouve également un grand nombre de traditions orales (surtout dans les chants) et de la danse, communes à toutes les régions habitées par les Houtsoules.
Cette culture traditionnelle présente des similitudes avec d'autres groupes ethniques de l'ouest de l'Ukraine, en particulier les Lemkos et les Boykos, mais aussi avec des peuples montagnards plus éloignés tels que les Gorales, présents en Pologne et Slovaquie. En outre, des ethnologues ont remarqué des ressemblances avec les peuples valaques de Moravie ou certaines traditions présentes en Roumanie du nord (Maramureş).
La plupart des Houtsoules sont catholiques de rite grec ou orthodoxes.
L'économie de la société houtsoule repose traditionnellement sur l'exploitation forestière et sur l'élevage ovin et bovin. C'est aux Houtsoules que l'on doit la création de la race de chevaux dite Houtsoule. Un des principaux attributs des hommes houtsoules est le baltag, petite hache fixée à un long manche. En musique, ils utilisent des instruments uniques, tels que la trâmbiţa, une sorte de cor des Alpes, ainsi qu'une grande variété de fifres (le sopilka en particulier). Les musiciens houtsoules se servent également de cornemuses (duda), de guimbardes (drymba) et de cymbalums.

## Langue
La langue parlée par les Houtsoules est assez particulière. En effet, elle peut être considérée comme un dialecte de l'ukrainien, où l'on rencontre également des influences du polonais et du roumain. Du fait du système éducatif en Ukraine, où seul l'ukrainien est enseigné dans les écoles, la langue des Houtsoules est aujourd'hui en voie de disparition. Néanmoins, depuis quelques années, plusieurs mouvements associatifs houtsoules se battent pour la sauvegarde et la promotion de leur dialecte, aussi bien en Ukraine qu'en Pologne.

## Approche quantitative
Il n'existe pas de statistiques officielles dénombrant les Houtsoules, et ce ni dans l'actuelle Ukraine, ni en Roumanie. Un courant migratoire des populations houtsoules vers le Canada et les États-Unis existe, mais n'est pas davantage mesuré. En Roumanie, on estime les Houtsoules à quelques milliers. En Ukraine (qui n'a pas encore publié de recensement pertinent dans ce domaine depuis son indépendance), les chercheurs estiment les populations houtsoules à plusieurs dizaines de milliers d'habitants. Cette estimation couvre l'ensemble des villages des Carpates ukrainiennes, slovaques, polonaises et roumaines. On peut cependant estimer qu'un certain nombre de Houtsoules ont quitté leurs villages pour s'installer dans les métropoles régionales d'Ivano-Frankivsk et de Tchernivtsi.

## Dans les arts

### Filmographie
- Les Chevaux de feu (en ukrainien Тіні забутих предків, 1964), fiction de Sergueï Paradjanov. Ce film apporte un remarquable témoignage sur la culture et la langue houtsoules.

### Iconographie
Le peintre Anton Manastirski a souvent représenté les Houtsoules. Par exemple : Houtsoules à cheval, huile sur toile de 55 × 66 cm en 1948, Kolkhoziens houtsoules, huile sur toile de 50 × 70 cm en 1951, Jeune fille houtsoule traversant un torrent, huile sur toile de 62,5 × 76 cm en 1956. Il les a aussi dessinés : Un Cavalier houtsoule, une encre de chine sur papier en 1951.